# Katedra Niepokalanego Poczęcia Najświętszej Maryi Panny w Barze
Katedra Niepokalanego Poczęcia Najświętszej Maryi Panny w Barze (serb. Katedrala Bezgrešnogo začeća Blaženej Djevicy Mariji/Катедрала Безгрешного Зачећа Блаженей Ђевицы Марийи) – rzymskokatolicka katedra archidiecezji barskiej w Czarnogórze. Została wybudowana w 1857 w stylu neogotyckim. Mieści się przy ulicy Popovici.